# عبد الله بن خلف الخزاعي
عبد الله بن خلف بن أسعد بن عامر بن بَيَاضة الخزاعي، من خزاعة، وهو والد طلحة الطلحات، وكان عبد الله بن خلف من أجود العرب وسادتهم وداره في البصرة من أكبر الدور فيها والتي أستضافت جرحى جيش أم المؤمنين عائشة بعد مقتلة في معركة الجمل بجانب صف جيش أم المؤمنين، حيث قتل وهو يقود خطام جمل أم المؤمنين.

## نسبه
هو عَبْدُ اللّهِ بنُ خَلَف بن أَسْعَدَ بن عامر بن بَيَاضَة بن سُبَيْع بن جُعْثُمَة بن سعد بن مُلَيْح بن عمرو بن ربيعة الخُزَاعي. أما أُمه فهي جُنَيبَة بنت أَبي طَلْحَة العبدري، وهي قرشية من بنو عبد الدار بن قصي.

## نبذة
- قَالَ أَبُو عُمَر: لا أعلم له صحبة، وكان كاتبًا لعمر بن الخطاب على ديوان البصرة، وأمه حبيبة بنت أبي طلحة من بني عبدالدّار، وشهد وقعة الجمل مع عائشة، فقُتل؛ وكان أخوه عثمان بن خلف مع علي بن أبي طالب.[2]

- كانت أخته أمينة بنت خلف صحابية جَّليلة، حيث كان لها صحبة.
- تزوج عبد الله بن خلف الخزاعي صفية بنت الحارث بن طلحة بن أبي طلحة العبدري، وكان قُتل أبوها الحارث بن طلحة يوم بدر وهو مع المشركين، حيث تزوجت هي بعد مقتل أبيها بعبد الله بن خلف الخزاعي، فولدت له طلحة بن عبد الله المعروف بطَلْحة الطّلحات وأخته رَمْلة.

ذكرها الزُّبَيْرُ، ومقتضى ذلك أن يكون لها صحبة؛ لأنّ أهل مكة شهدوا حجة الوداع، ولم يبق بمكة حينئذ أحدٌ إلا أسلم ؛ ولصفية بنت الحارث العبدري رواية عن عائشة بنت أبي بكر في السنن، وكانت عائشة نزلت عليها في قصر بني خلف في وقعة الجمل. روى عنها محمد بن سيرين وغيره.